# Uddannelseskontrol
Uddannelseskontrol (kontrol af uddannelse) er en aktivitet, hvor iagttagelser registreres for at blive sammenlignet med uddannelsens fastsatte mål eller delmål.
Uddannelseskontrol kan, alt efter pædagogisk metode og tradition, opdeles og gennemføres på flere måder. Nedenstående opdeling er bl.a. udviklet og anvendt ved militæret i flere NATO-lande. Opdeling og definitionerne er ikke unikke, men udtryk for en tradition, der har sit udspring i 1950'ernes vestlige uddannelsessystemer, og sideløbende moderniseret i takt med den uddannelsesmæssige og teknologiske udvikling. En udvikling, der må forventes at fortsætte i årene fremover.
Det er en erfaring i mange uddannelsesinstitutioner,at hvis elevernes færdigheder ved uddannelsesstarten er for uens (svingende), så bruges der for meget til på at bringe de "svage" elever på samme niveau siom de øvrige, med det resultat, at kursets samlede læringspotentiale ikke bliver udnyttet fuldt ud. Dette er en af grundene til, at der bliver udført uddannelseskontrol.

## Egen og fremmedkontrol
Kontrol kan overordnet set gennemføres som enten egenkontrol eller fremmedkontrol.
Egenkontrol er kontrol, der initieres og gennemføres af eleverne selv. 
Fremmedkontrol er kontrol, der gennemføres af personer (eller maskiner) uden for elevgruppen, f.eks. deres underviser eller, f.eks. ved e-læring, den computer (server/program) eleven arbejder på.

## Kontrolarter
Uddannelseskontrol kan som begreb opdeles i tre kontrolarter, hvis formål er at måle aktiviteter i forhold til fastsatte kriterier: 

### Forløbskontrol
Forløbskontrol er en kontrol af om undervisningsforløbets planlagte aktiviteter gennemføres som planlagt. Ikke kun et konstatering af, om aktiviteterne er gennemført, men også hvor godt (eller dårligt) de er gennemført. Forløbskontrol kan være iagttagelse af forhold som samarbejde, valg af undervisningsmidler, undervisningsmetoder, faciliteter, tid og beståelsesprocent.

### Resultatkontrol
Resultatkontrol er en sammenligning af det niveau eleverne har på kontroltidspunktet og det planlagte resultat (forventede mål). Resultatkontrollen kan både være delkontrol og slutkontrol.

#### Delkontrol
Delkontrol gennemføres på fastsatte tidspunkter i et længere uddannelsesforløb, hvor det være naturligt ”at gøre status” før forløbet fortsættes, f.eks. ved afslutning af fag eller efter gennemførelse af kritiske lektioner, hvis indhold skal beherskes på et bestemt niveau, for at den efterfølgende uddannelse gennemføres på et tilfredsstillende niveau.

#### Slutkontrol
Slutkontrol gennemføres når et fag eller forløb er afsluttet. Slutkontrollen kan være en eksamen, der kendetegnes ved at den afslutter et forløb eller fag. Men slutkontrol kan også gennemføres uden at der gennemføres en egentlig eksamen. Slutkontrollen har ingen indflydelse på undervisningens gennemførelse.

### Målkontrol
Målkontrol er en kontrol af, hvor godt eleven opfylder de behov og arbejdsopgaver, han/hun forventes at kunne udføre efter at uddannelsen er gennemført. Hvor godt eleven kan udføre de planlagte arbejdsopgaver.
Målkontrol gennemføres i det private erhvervsliv ofte af organisationens HR-afdeling eller ledelseselement med henblik på en effektmåling af den investerede uddannelse.

## Principskitse
- Kontrol 
  - Forløbskontrol
  - Resultatkontrol 
    - Delkontrol
    - Slutkontrol

  - Målkontrol